# فریدالدین گنج شکر
فریدالدین مسعود ابن جمال‌الدین سلیمان ابن قاضی شعیب (۱۱۷۳–۱۲۶۶ میلادی) معروف به خواجه فریدالدین گَنْجِ شِکر، یا شکر گنج، ملقب به شیخ العالم، شیخ‌المشایخ، قطب الموحدین، مشکل‌گشا، قاضی الحاجات، مولانا شکربار و بابا از عارفان پرآوازه سده ۷ ق/۱۳ م در شبه‌قارهٔ هند و از بزرگان اهل تصوف و سلسله چشتیه است که برای تحکیم و تثبیت این طریقت مسافرت‌های بسیار کرد و سختی‌های زیادی کشید.
بابا فریدالدین ازجمله اقطاب بزرگ صوفیان به‌شمار می‌رود که مورد تکریم عام و خاص بوده و امرا و سلاطین به دیدارش می‌شتافتند. شهرت او از شبه‌قاره نیز گذشت و در مصر نیز مریدانی داشت. امیر تیمور در مسیر فتوحات خویش، چون به اجودهن رسید، به‌احترام شیخ، مردم را امان داد. در روزگارگورکانیان هند نیز اجودهن و اعقاب شیخ را سخت گرامی می‌داشتند. 
امروز نیز آرامگاه او مورد احترام مردم اعم از مسلمان و هندوست. تذکره‌نویسان و شاعران در ستایش او سخن‌ها گفته و به وی کرامات و کارهای خارق‌العاده‌ای نسبت داده‌اند. از او آثار زیادی بجا مانده ازجمله کتاب‌های فواید السالکین و اسرارالاولیا. وی همچنین اشعار دلنشینی سروده‌است.

## زندگی
نام اصلی او مسعود بود و در ۵۶۹ ق/۱۱۷۳ م در قصبه کهتوال در حوالی مُلتان چشم به جهان گشود. برخی سال تولد او را ۵۸۴ ق نوشته‌اند که این نظر با توجه به سال درگذشت و سن او درست نمی‌نماید.
جد شیخ فریدالدین به نام قاضی شعیب در اواخر قرن ۶ق، و به قولی در حمله مغول همراه با خانواده خویش به لاهور آمد و قاضی قصبه قسور شد، و پس از چندی به کهتوال رفت و در آنجا هم به قضا پرداخت. یکی از پسران او به نام جمال‌الدین، یا کمال الدین سلیمان در همان‌جا ازدواج کرد و صاحب ۳ پسر شد که فریدالدین مسعود شکر گنج دومی آن‌هاست.
یکی از اجداد فریدالدین به‌نام فرخ شاه حکومت کابل را در دست داشته‌است. مطابق بعضی روایات که افسانه‌آمیز می‌نماید فرخ شاه را از اعقاب ابراهیم ادهم، و از آن طریق منسوب به خلیفه دوم، عمر بن خطاب، دانسته و به همین جهت بابافرید را «فاروقی» هم خوانده‌اند.
فریدالدین مسعود در اوایل جوانی به عبادت و ریاضت مشغول گشت و بعد از آن برای تحصیل علوم ظاهری و باطنی وارد ملتان شد که در آن زمان مرکز تمدن و فرهنگ اسلامی بود؛ و به خواجه قطب الدین بختیار کاکی (د ۶۳۴ق)، یکی از اقطاب چشتیه دست ارادت داد. پس از مدتی به دنبال مرشدش خواجه قطب‌الدین، رهسپار دهلی شد و پس از آن به شهر هانسی رفت، زیرا مایل بود زندگی مستور و مخفی داشته باشد و از مردم و قیل‌وقال آن‌ها به دور باشد؛ بنابراین تا زمان فوت مرشدش خواجه کاکی، در شهر هانسی سکونت داشت و سپس به دهلی آمد خرقه و عصا و نعلین خواجه به او سپرده شد. بزودی به هانسی برگشت و پس از آن به شهر اجودهن رفت و تا آخر عمر در این شهر ماند در همان‌جا وفات یافت.
یکی از فرزندان وی، محقق صوفی مشهور شیخ محب الله اله آبادی (۱۶۸۷–۱۵۸۷) بود

## شیوه زندگی

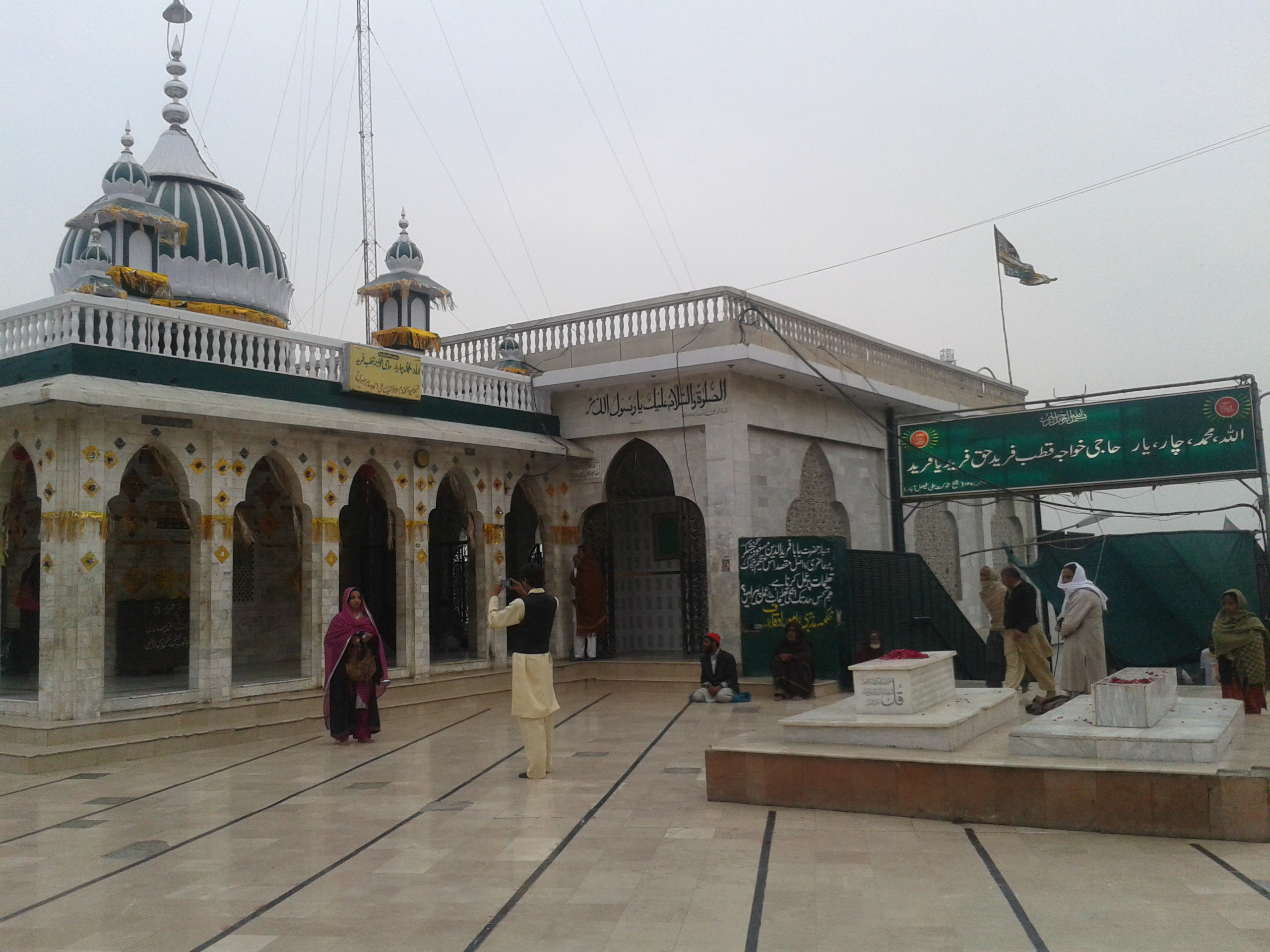
مزار خواجه فریدالدین گَنْجِ شِکر

گفته‌اند فریدالدین گنج شکر در تنگدستی زندگی می‌کرد و از هیچ‌کس چیزی توقع و طمع نداشت و همانند صحابه‌ها زندگی می‌کرد. بابافرید سختی کشیدن و در گمنامی زیستن را به رفاه و شهرت طلبی ترجیح می‌داد و به همین سبب، در شهر اجودهن اقامت گزید تا بتواند در آنجا به تفکر و ریاضت بپردازد. زندگی وی نمونه کاملی از فقر و زهد و ریاضت است. 
گرچه ریاضت طبیعت ثانوی او شده بود، اما هدف اصلی وی نبود. حتی زمانی هم که خانقاه وی پناهگاه مستمندان شد و هدایایی از اطراف هند به‌آنجا سرازیر گردید، باز همان روش را ادامه می‌داد و هدایا را بین فقرا تقسیم می‌کرد و چیزی برای خود نگه نمی‌داشت. در بین اشیایی که در موزه شهر پاک پتن نگهداری می‌شود، چند قطعه چوب مدور و گرد هست که به «نان بابا» شهرت دارد و می‌گویند: شیخ در هنگام گرسنگی از شدت درد، این چوب‌ها را به دندان می‌گرفت که شاید گرسنگی وی تسکین یابد. 
حتی زمانی هم که خانقاه وی پناهگاه مستمندان شد و هدایایی از اطراف هند بدانجا سرازیر گردید، باز همان روش را ادامه می‌داد و هدایا را بین فقرا تقسیم می‌کرد و چیزی برای خود نگه نمی‌داشت از مال دنیا تنها گلیمی داشت که بر آن می‌خوابید و عصایی که از مرشدش به او رسیده بود. در این تنگدستی خانواده او هم با وی شریک بودند، چنان‌که در هنگام مرگِ وی برای کفن‌ودفن او به‌سختی افتادند. حتی یک روزی یکی از فرزندانش از فرط گرسنگی بی‌هوش شد.
فریدالدین گنج شکر به شریعت هم پایبند بود و مریدان خود را به اجرای احکام دین تشویق می‌کرد. با وجود تنگدستی، گفته‌اند که دو بار به زیارت خانه خدا رفت. ریاضت‌های وی بی‌شباهت به زندگی مرتاضان هندو نبود، از جمله گفته‌اند که به دستور مرادش خواجه قطب‌الدین بختیار، به مدت ۴۰ شبانه روز در مسجد «اوچ» وارونه در چاهی آویزان شد و فقط برای نماز او را خارج می‌ساختند و این نوع ریاضت به «چلهٔ معکوس» شهرت دارد. این داستان هرچند که ساختگی باشد، خود نشان‌دهنده این است که در میان پیروان بابافرید، ریاضت تا چه حد اهمیت داشته‌است. گفته می‌شود او ۱۶ قبیله را در هندوستان به‌دین اسلام درآورده است.
تذکره‌نویسان و شاعران در ستایش فریدالدین گنج شکر سخن‌ها گفته، و برای وی کرامات و کارهای خارق‌العاده برشمرده‌اند از جمله گفته‌اند که علت شهرت وی به شکرگنج یا گنج شکر این بوده‌است که بر اثر کرامات وی، نمک یا به قولی خاک به شکر تبدیل شده‌است. بابا فرید همچون دیگر اقطاب چشتیه به سماع نیز علاقه‌داشت و نظر مخالفان را رد می‌کرد.

## خانواده
فریدالدین گنج شکر دارای ۶ پسر و ۴ دختر بوده‌است که غالباً در زمره صوفیان به‌شمار می‌رفتند. به‌نظر می‌رسد که شیخ ۳ بار ازدواج کرده باشد و به گفته غلام سرور لاهوری یکی از زنانش، دختر غیاث‌الدین بلبن، پادشاه دهلی بوده‌است و ممکن است این ازدواج قبل از پادشاهی غیاث‌الدین انجام‌گرفته باشد و خواجه مخدوم علی احمد صابر کلیری دامادش بوده‌است.

## جانشینان (خلفا)
1. خواجه جمال‌الدین قطب هانسوی نخستین خلیفه.
2. خواجه نظام‌الدین اولیاء دهلوی خلیفه و جانشین.
3. خواجه علاءالدین علی احمد صابر کلیری.
4. شیخ عارف سیستانی.
5. سید محمد کرمانی.
6. محمدشاه غوری.
7. شیخ بدرالدین غوری.
8. مولانا فخرالدین زاهد.
9. لعل شهباز قلندر.
10. شیخ غریب شاه.

## آثار
- فواید السالکین، مهم‌ترین تألیفی که از بابا فرید گنج‌شکر باقی‌مانده، و مشتمل بر سخنان خواجه قطب الدین بختیار کاکی است. این کتاب در سیرو سلوک و مقامات عارفانه است و در چند مجلس تألیف یافته، و متعلق به سال‌های ۵۸۴ و ۵۸۵ ق است. فوائد السالکین، در لاهور به چاپ رسیده‌است و چند نسخه خطی هم از آن موجود است.
- گنج اسرار، یا معرفت دل در موضوع تصوف
- جوگی نامه
- تحفه الرساله، یا نصایح الملوک
- رساله وجودیه
- اسرار الاولیا، شامل سخنان بابافریدالدین در اسرار عشق اولیاء، توبه، خرقه، کشف و کرامات… است و درویشی به نام بدر اسحاق که گویا همان بدرالدین اسحاق داماد وی باشد، آن را گردآوری کرده‌است. این کتاب چندبار به چاپ رسیده‌است.
- راحت القلوب، شامل سخنان بابافرید که خلیفة وی خواجه نظام‌الدین اولیاء آن‌ها را از ۶۵۴ تا پنجم رجب ۶۵۵ گردآوری کرده‌است.
- رساله عرفانی، یا گفتار عرفانی
- سراج الوجود
- اشعار مختلف به زبان‌های فارسی، پنجابی و اردو

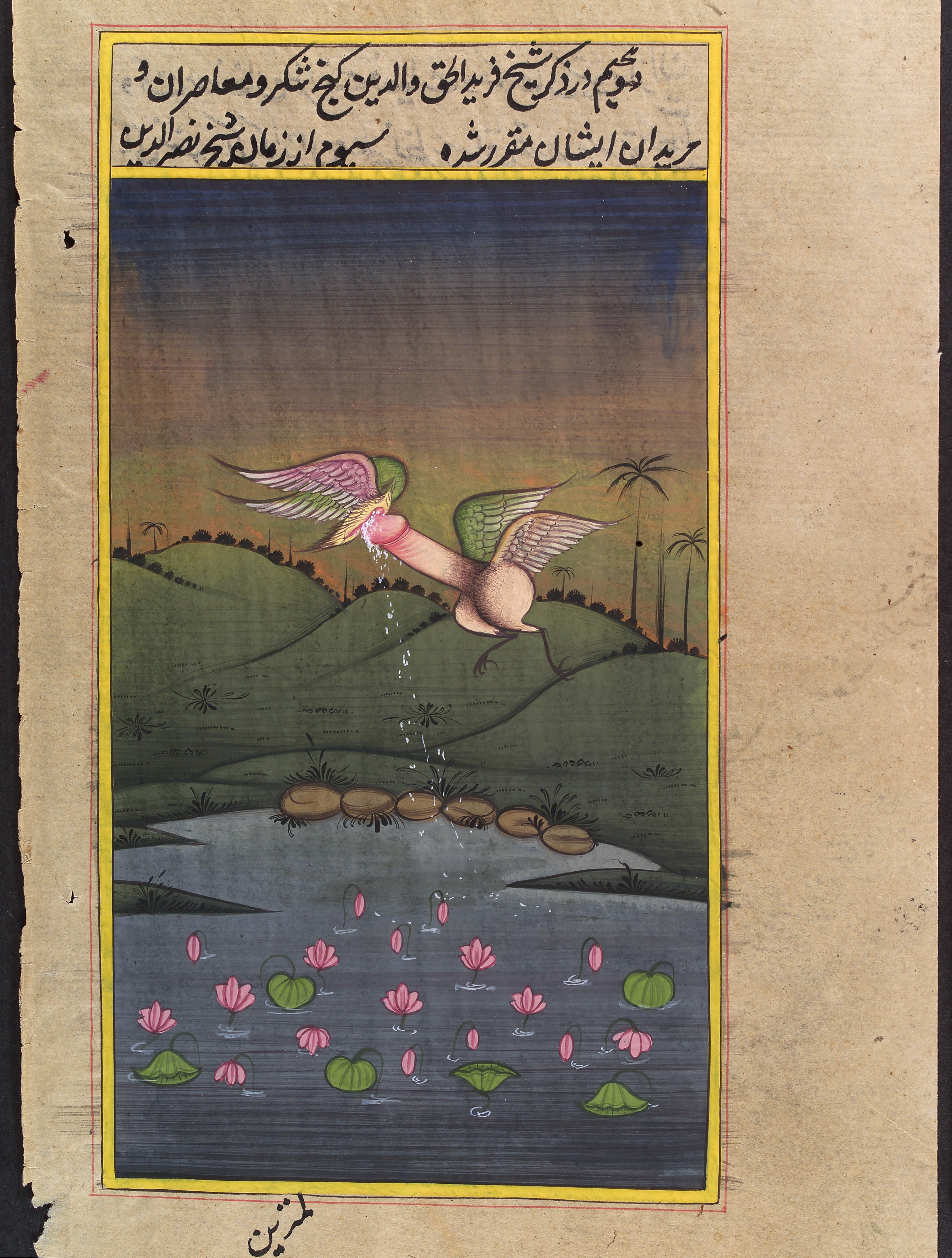
صفحه ای از یک کتاب تاریخی که به نام شیخ فریدالدین والحق گنج شکر اشاره شده‌است

## شاعری
فریدالدین گنج شکر به زبان فارسی شعر نیکو می‌سرود و رباعیاتی از او باقی‌مانده‌است. گذشته از آن، به زبان پنجابی و اردو هم اشعاری به شیخ نسبت داده‌اند که اشعار پنجابی وی جنبه ارشادی داشته‌است، اما در صحت انتساب اشعار غیرفارسی به او، به‌ویژه به زبان اردو، جای تردید هست. مؤلفان قدیم که تقریباً معاصر وی بوده‌اند، مثل میرخورد، صاحب سیرالاولیا، و حتی مؤلف متأخرتری چون غلام سرور لاهوری، به این اشعار اشاره نکرده‌اند. با این وجود اشعار پنجابی بابافرید تحت عنوان شلوک بابافرید مشتمل بر ۱۳۰ بیت منتشر شده‌است. این رباعیات از او در دست است.
| عشق تو مرا اسیر و حیران کرده‌است  |  | در کوی خرابات پریشان کرده‌است      |
| با اینهمه رنج و محنت ایدوست ببین |  | اسرار تو در دلم که پنهان کرده‌است؟ |

| چو درویش را کار بالا کشید  |  | به یک لحظه سر در ثریا کشید  |
| چنان غرق گردد به دریای عشق |  | که یکدم سر از عشق بالا کشید |

| اصل همه عاشقی ز دیدار آید   |  | چون دیده بدید آن گه در کار آید |
| در دام بلا نه مرغ هشیار آید |  | پروانه به طمع نور، در نار آید  |

| گیرم که به شب نماز بسیار کنی |  | در روز دوای شخص بیمار کنی  |
| تا دل نکنی ز غصه و کین خالی  |  | صد خرمن گل بر سر یک خارکنی |

در مجمع النفائس ابیات زیر آمده‌است:
| هر سحر بر آستان سر می‌زنم  |  | بر طریق دوستی، در می‌زنم    |
| همچو مرغ نیم‌بسمل بردرت    |  | در میان خاک و خون پر می‌زنم |
| او مرا در عشق قربان می‌کند |  | من برآن االله اکبر می‌زنم   |

## آرامگاه

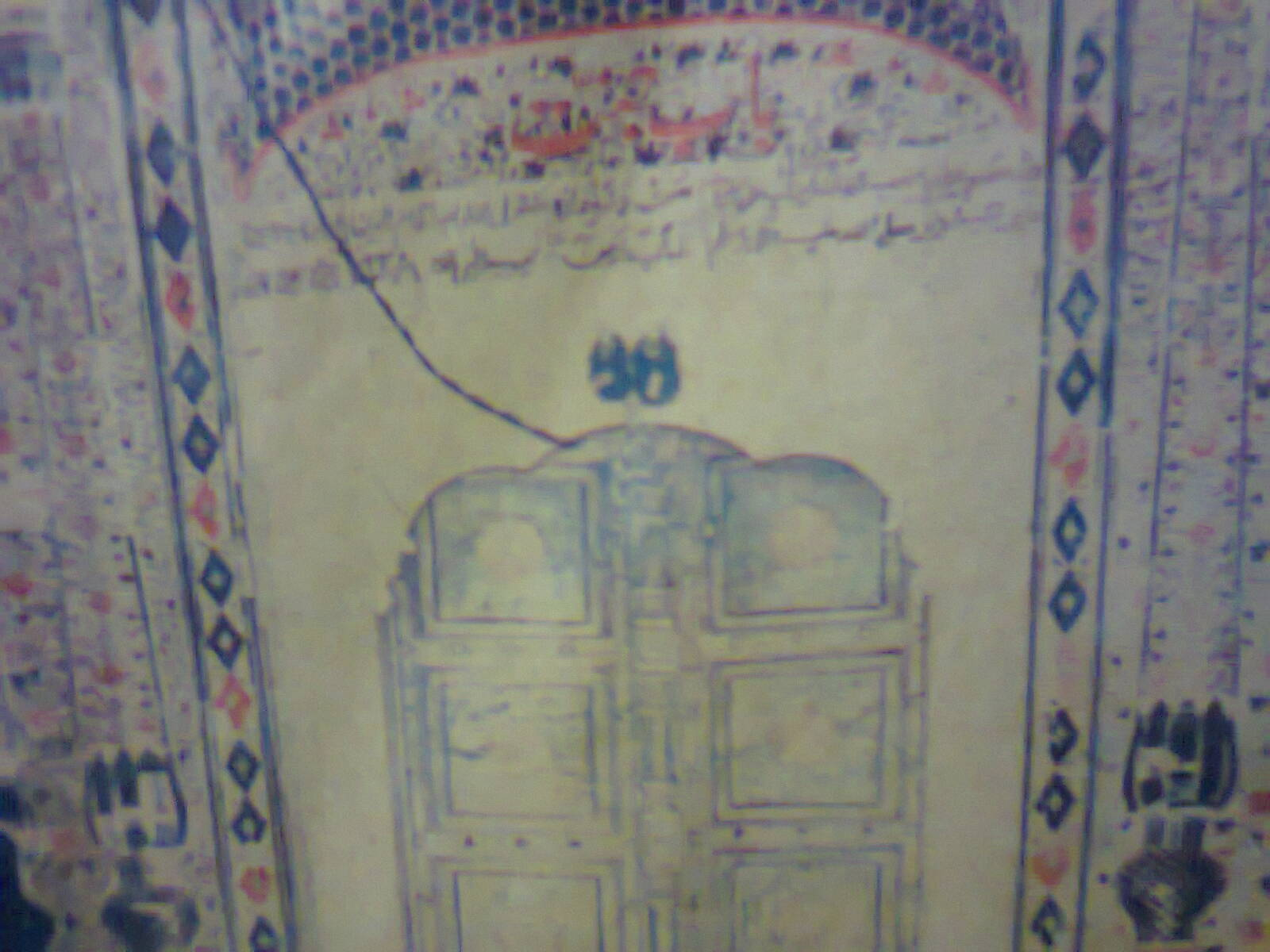
درب حرم بابا فرید گنج شکر معروف به «بهشت دروازه» در پاک پتن، پنجاب، پاکستان

بنای آرامگاه بابا فرید، در شهر پاک پتن، از توابع ساهیوال، در ایالت پنجاب پاکستان قرار دارد. این شهر که در گذشته اجودهن نام داشت، در زمان اکبرشاه، به احترام مقام شیخ، پاک پتن شریف نام گرفت. آرامگاه در بخش قدیمی شهر قرار دارد و مقبره شیخ بدرالدین سلیمان، پسر شیخ هم در کنار آن ساخته شد. درسمت جنوبی آرامگاه دری است که مردم آن را «بهشت دروازه» می‌نامند. 
این در تنها در روزهای پنجم محرم هر سال که «عرس»، یا سالگرد وفات شیخ است، و نیز در روزهای تاسوعا و عاشورا باز می‌شود. ارتفاع این در کوتاه است و برای عبور باید خم شد. مردم معتقدند که هر کس از این در عبور کند، از گناه پاک می‌شود. در جنب آرامگاه، مسجد نظامی قرار دارد که به نام نظام‌الدین اولیاء، خلیفة شیخ، ساخته شده‌است، و نمونه بارزی از هنر معماری ایرانی و اسلامی در شبه قاره است. 
در جوار مسجد، مقبره یکی دیگر از فرزندان شیخ قرار دارد که به دستور سلطان محمد تغلقی ساخته شده‌است و بیشتر افراد خانوادهٔ شیخ هم در این محوطه مدفون هستند. مقبرهٔ علی احمد صابر، خلیفه و داماد شیخ هم در یکی از حجره‌های جنوبی آرامگاه قرار دارد. در قسمت شرقی آرامگاه موزه‌ای قرار دارد که اشیاء متبرک از جمله «نان چوبین» و نعلین و عصای شیخ در آن نگهداری می‌شود.